# Скеля Кристал і скеля Кварцитова
Скеля Кристал і скеля Кварцитова — геологічна пам'ятка природи місцевого значення в Україні. Розташована на території Бердянського району Запорізької області, за 1 км на схід від села Радивонівка. 
Площа — 30 га, статус отриманий у 1972 році.